# Episodi de L'allegra banda di Nick (terza stagione)
La terza stagione della serie televisiva L'allegra banda di Nick è stata trasmessa in anteprima in Canada dalla CBC Television tra il 15 settembre 1974 e il 13 aprile 1975.
| nº | Titolo originale               | Titolo italiano | Prima TV Canada   | Prima TV Italia |
| -- | ------------------------------ | --------------- | ----------------- | --------------- |
| 1  | Sheet of Flame                 |                 | 15 settembre 1974 |                 |
| 2  | Angus Calhoun                  |                 | 22 settembre 1974 |                 |
| 3  | The Swell                      |                 | 6 ottobre 1974    |                 |
| 4  | Benyon's Ghost                 |                 | 13 ottobre 1974   |                 |
| 5  | The Practical Joke             |                 | 20 ottobre 1974   |                 |
| 6  | Cargo of Gold                  |                 | 27 ottobre 1974   |                 |
| 7  | Fortunes of War                |                 | 3 novembre 1974   |                 |
| 8  | Jet-Boat Gemini                |                 | 10 ottobre 1974   |                 |
| 9  | The Boom Inspector             |                 | 17 novembre 1974  |                 |
| 10 | Winner Lose All                |                 | 24 novembre 1974  |                 |
| 11 | Pandora's Box                  |                 | 1º dicembre 1974  |                 |
| 12 | Identity Crisis                |                 | 8 dicembre 1974   |                 |
| 13 | Here Comes Santa Claus         |                 | 22 dicembre 1974  |                 |
| 14 | Boss Log                       |                 | 5 gennaio 1975    |                 |
| 15 | Nick and the Amazons           |                 | 12 gennaio 1975   |                 |
| 16 | The Shell Game                 |                 | 19 gennaio 1975   |                 |
| 17 | The Colonel's Princess         |                 | 26 gennaio 1975   |                 |
| 18 | The Glory Hole                 |                 | 16 febbraio 1975  |                 |
| 19 | Shotguns and Lovers            |                 | 2 marzo 1975      |                 |
| 20 | Charade                        |                 | 9 marzo 1975      |                 |
| 21 | The Saturday Night Millionaire |                 | 16 marzo 1975     |                 |
| 22 | Too Many Cooks                 |                 | 6 aprile 1975     |                 |
| 23 | Deepfreeze                     |                 | 13 aprile 1975    |                 |